# Alex Antônio de Melo Santos
Alex Antônio de Melo Santos (født 16. april 1983) er en brasiliansk fodboldspiller, som spiller for den japanske fodboldklub Kamatamare Sanuki.